# George Calboreanu
George Calboreanu (n. 3 ianuarie 1896, Sibiu, Austro-Ungaria – d. 12 iulie 1986, București, România) a fost un actor român de teatru și film.

## Biografie
Născut în 1896, George Calboreanu s-a înscris în data de 16 februarie 1917 la Conservator (odată cu redeschiderea acestuia), clasa profesor State Dragomir. A absolvit Conservatorul în 1919,  dând examenul în fața unei comisii din care au făcut parte: Nottara, Livescu, George Enescu, Mihail Sadoveanu, Ion Petrovici, Mihail Codreanu și State Dragomir. A debutat pe scenă la Iași, în stagiunea 1917 - 1918, ca elev al ilustrei actrițe Aglae Pruteanu. A debutat ca actor profesionist la Cluj. Aici a fost premiat și a obținut o bursă de studii la Viena. A debutat ca actor bucureștean în compania Bulandra. Și, în sfârșit, și-a făcut intrarea la Național, la 30 de ani, datorită lui Alexandru Davila, în spectacolul  Vlaicu-Vodă. În 1928 a devenit societar al instituției - de care nu s-a mai despărțit.
A contribuit la lansarea de piese, autori, personaje românești, manifestând încredere față de scriitorii tineri și generozitate. A jucat rolul lui Chirică din Omul cu mârțoaga de George Ciprian, demersul său scenic, fiind decisiv în impunerea comediei (1927). L-a interpretat pe  Spirache Necșulescu în Titanic Vals de Tudor Mușatescu (1932). Apoi, Idolul și Ion Anapoda de George Mihail Zamfirescu (1934), Marele duhovnic și Glafira de Victor Eftimiu, Borgia de Alexandru Kirițescu, Meșterul Manole de Lucian Blaga, Maestrul de Mircea Ștefănescu, Letopiseți de Mihail Sorbul, Ovidiu de Nicolae Iorga și altele, de Paul Prodan, Ticu Arhip, Caton Theodorian.
Una din marile reușite ale carierei sale a fost rolul lui Ștefan cel Mare. L-a făurit ca personaj, întâia oară, într-o piesă azi uitată, Maria de Mangop de Mircea Dem. Rădulescu (1953). Apoi l-a desăvârșit în Apus de soare, la Naționalul din București, dând o efigie modernă personajului dramatic, monumentalizând și, deopotrivă, umanizând rolul. E cert că pentru generațiile postbelice ilustrul domnitor are chipul scenic dat de Calboreanu, așa cum pentru perioada anterioară  îl avea pe acela creat de Nottara.
George Calboreanu i-a mai zămislit, în ultimii patruzeci de ani, pe Petru Arjoca din Cetatea de foc de Mihail Davidoglu, Ion Vodă cel Cumplit din piesa omonimă a lui Laurențiu Fulga, Vlaicu-Vodă a lui Davila, a dat substanță unor eroi din piese moderne de Horia Lovinescu, Aurel Baranga, N. Moraru și alții.
A avut, din totdeauna, o uimitoare capacitate de întruchipare în tragedie, fie în dramaturgia barocă - Regele Lear sau Iulius Cezar de Shakespeare - fie în drama romantică - Hoții de Schiller, Lorenzaccio de Alfred de Musset. Dar în egală măsură a strălucit în comedie; stau marturie rolurile din Căsătoria de Gogol, Bădăranii de Goldoni, Medicul în dilemă și Maior Barbara de Shaw.
A trecut, fără dificultăți, prin partituri complexe ale repertoriului modern, de la Bologa din Pădurea spânzuraților la eroi ai lui Pirandello. Karel Čapek, Tennessee Williams. O realizare importantă a fost Galileu de Brecht, la Teatrul Radiofonic.
A primit, de asemenea, titlurile de laureat al Premiului de Stat și Artist Emerit (1951) și apoi pe cel de Artist al Poporului (1955).

## Premii
- Premiul de Stat al Republicii Populare Române pentru lucrările de o deosebită valoare efectuate în anul 1949 în domeniul Regiei și execuției Teatrale, clasa I-a (8 martie 1951), „pentru punerea în scenă și interpretarea piesei «Undeva într’o țară» de N. Virta”[4]

## Distincții
- Ordinul „Coroana României” în gradul de Cavaler (31 mai 1932)[5]
- Ordinul „Meritul Cultural” în gradul de Cavaler cl. II, pentru teatru (23 septembrie 1942)[6]
- titlul de Artist Emerit al Republicii Populare Române (28 aprilie 1951)[7]
- Medalia „A cincea aniversare a Republicii Populare Române” (24 decembrie 1952) „pentru lupta și munca duse în vederea făuririi, consolidării și prosperării Republicii Populare Române”[8]
- Ordinul Muncii clasa I (23 ianuarie 1953) „pentru merite deosebite, pentru realizări valoroase în artă și pentru activitate merituoasă”[9]
- titlul de „Artist al Poporului din Republica Populară Romînă” (3 martie 1955) „pentru merite deosebite în activitatea artistică”[10]
- Ordinul „Steaua Republicii Populare Romîne” clasa a III-a (10 august 1964) „pentru merite deosebite în opera de construire a socialismului, cu prilejul celei de a XX-a aniversări a eliberării patriei”[11]
- Ordinul „Meritul Cultural” clasa I (6 noiembrie 1967) „pentru activitate îndelungată în teatru și merite deosebite în domeniul artei dramatice”[12]
- titlul de Erou al Muncii Socialiste și medalia de aur „Secera și ciocanul” (4 mai 1971) „cu prilejul aniversării a 50 de ani de la constituirea Partidului Comunist Român, [...] pentru merite deosebite în domeniul științei, artei și culturii”[13]
- Ordinul „Meritul Cultural” clasa I (7 mai 1981) „pentru rezultatele obținute în îndeplinirea cincinalului 1976–1980, pentru contribuția deosebită adusă la înfăptuirea politicii Partidului Comunist Român de făurire a societății socialiste multilateral dezvoltate în patria noastră, cu prilejul aniversării a 60 de ani de la făurirea Partidului Comunist Român”[14]

## Filmografie
- Brigada lui Ionuț (1954)
- Bădăranii (1960) - negustorul Simon Maroele
- Setea (1961)
- Omul de lângă tine (1961)
- Lupeni 29 (1962)
- Lumină de iulie (1963)
- Străinul (1964) - senatorul Varga
- Neamul Șoimăreștilor (1965) - Moș Mihu
- Calea Victoriei sau cheia visurilor (1966) - Hagi Iordan
- Șopârla (1966)
- Apoi s-a născut legenda (1968)
- Frații (1971)
- Frații Jderi (1974) - starostele Nechifor Căliman